# 로봇축구

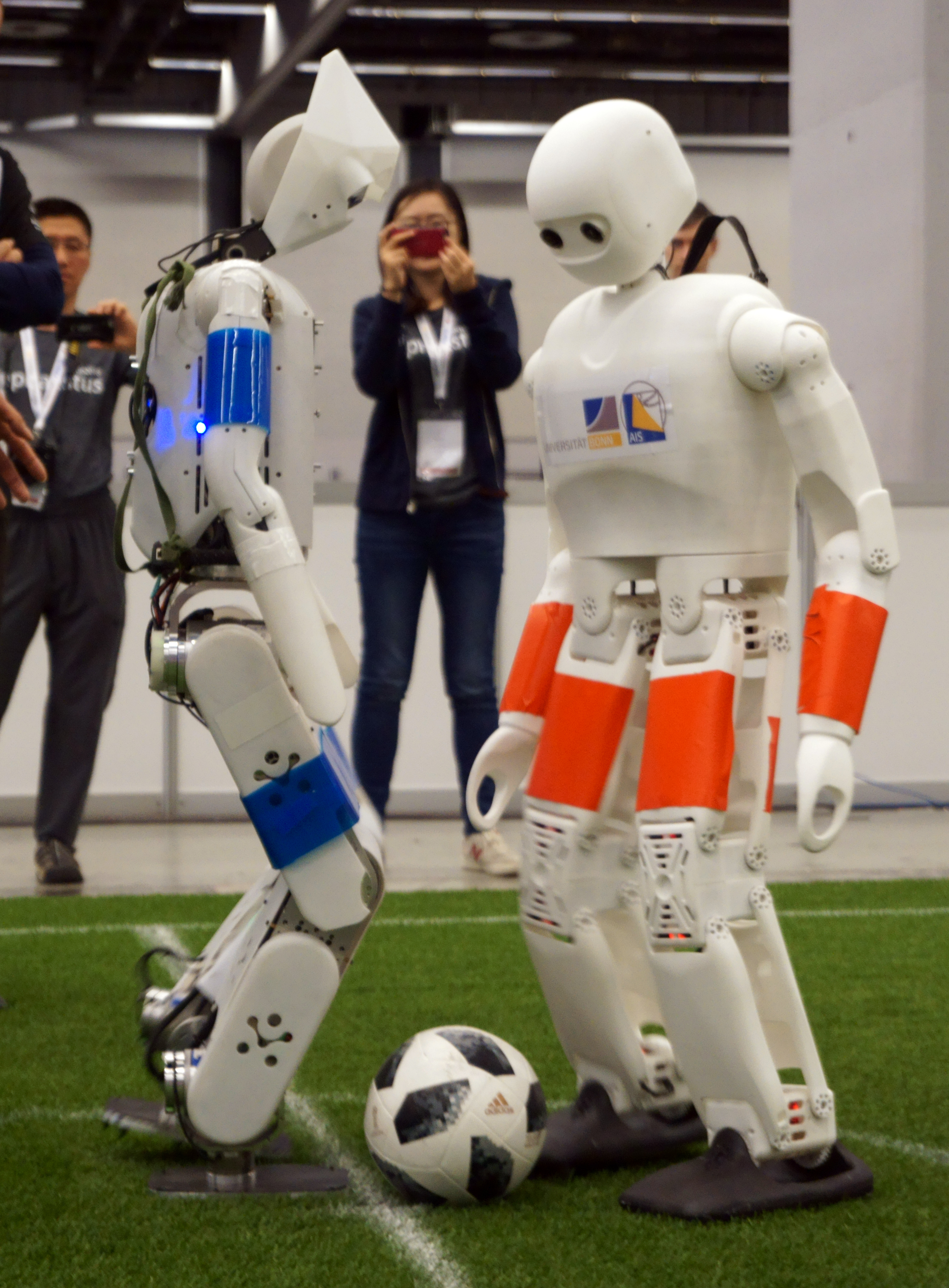

로봇축구는 KAIST 김종환 (1957년)교수가 창시한 지능형로봇이 벌이는 축구경기 시스템이다. 실시간 제어ㆍ비전시스템과 인공지능 등이 결합된 로봇축구 시스템은 로봇의 기계 전기적 제어성능과 인공지능을 기반으로 다개체 시스템 성능을 겨루는 플랫폼이다. 1997년 세계로봇축구연맹(FIRA)을 창설해 로봇문화 확산에 기여하고 있다.

## 같이 보기
- 지능형 로봇
- 로봇산업
- 로봇인
- 로봇공학자